# Taldykorgan
Taldykorgán (/'tɑldokorɡɑ̃n/ⓘ en kazajo: Талдықорға́н / Taldıqorğan) es la capital de la nueva región de Jetisu, Kazajistán. Comprende cerca de  70 pueblos y nacionalidades, la mayor parte de etnia kazaja.

## Geografía
Situada en el centro de la región de Jetisu, en el río Karatal tributario del lago Baljash. Sobre las estribaciones de las montañas de Zungaria, a una altitud de más de 602 m.

## Historia
Taldykorgán surgió durante la segunda mitad del siglo XIX en el asentamiento de la aldea Gavrilovka (Гавриловка, posteriormente cambió de nombre en la década de 1920 como el seló de «Тальниковый (ивовый) холм» (colina, montículo o túmulo de sauce) Талды-Курган.
Desde la década de 1930 es la capital de la región de Taldy-Kurgán del ókrug de Alma-Атa en la RSS de Kazajistán. En 1944, adquiere el estatus de ciudad. Entre 1944-1959 y 1967-1997, es la capital del óblast de Taldy-Kurgán, de la RSS de Kazajistán. Entre 1997-2001, es capital del óblast de Taldy-Kurgán de la República de Kazajistán, hasta el 4 de mayo de 1993. Ese día, por un decreto del Presídium del Sóviet Supremo de Kazajistán la transcripción rusa del nombre de la ciudad Taldy-Kurgán (en ruso: Талды-Курган) se modificó a la kazaja Taldykorgán. Desde 2001, fue la capital de la provincia de Almatý y es desde 2022 de Jetisu.

## Galería

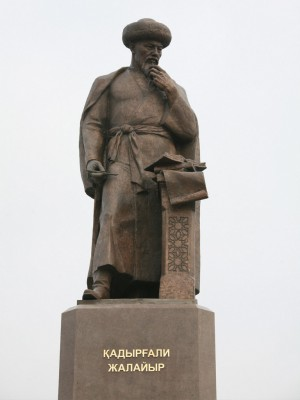
Monumento a Каdirgаli Zhаlаiri (1530-1605)

## Personajes ilustres
- Andrei Kivilev (1973-2003) ciclista profesional.
- Irina Yanina (1966-1999) enfermera, sargento médico y Heroína de la Federación de Rusia.